# The Thoroughbred
The Thoroughbred é um filme de drama mudo produzido nos Estados Unidos e lançado em 1916.